# Estação Maristela
A Estação Maristela será uma das futuras estações do Metrô de São Paulo e pertencerá à Linha 6–Laranja, que atualmente se encontra em obras. Em sua primeira fase, com 15,9 quilômetros de extensão, a Linha 6 deverá interligar o bairro de Vila Brasilândia, na Zona Norte, à Estação São Joaquim, da Linha 1–Azul. Posteriormente, a linha deverá interligar a Rodovia dos Bandeirantes ao bairro de Cidade Líder, na Zona Leste.
A Estação Maristela ficará localizada na confluência entre a Avenida Michihisa Murata e a Estrada do Sabão, próximo à Rua Amaniutuba, no bairro de Jardim Maristela, situado no distrito da Freguesia do Ó, na Zona Norte de São Paulo.
Além da estação, um terminal de ônibus será construído ao lado para atender aos micro-ônibus que circulam no distrito da Brasilândia. A estação também atenderá o Conjunto Residencial Tupã e o Hospital Municipal de Vila Brasilândia, ambos pertencentes à Prefeitura de São Paulo e previstos e entregues em 2020.
Em 18 de junho de 2024, teve seu nome alterado para Estação Maristela devido à estação ser localizada no bairro Jardim Maristela.

## História
A estação começou a ser construída oficialmente em 2016, quando sua entrega estava prevista para meados de 2021.
Posteriormente, o governador Geraldo Alckmin prometeu a entrega da primeira fase da linha para 2020, prazo este que acabaria descartado devido a um atraso de um ano no financiamento da Caixa Econômica Federal, que seria usado para o pagamento das desapropriações. Em 2017, a previsão de entrega da linha era no primeiro semestre de 2021, sendo que o prazo dado pelo Governo de São Paulo para o reinício das obras era até junho de 2017. Antes da paralisação das obras em 2 de setembro de 2016, devido ao envolvimento das 3 construtoras na Operação Lava Jato da Polícia Federal, a linha estava prevista para ser entregue no final de 2021.
Após venda do consórcio Move SP à Acciona em 2020, as obras foram retomadas, atualmente tendo prazo de finalização de 2025.

## Características
Estação enterrada com duas plataformas laterais adjacentes, estruturas em concreto aparente e salas de apoio no nível da superfície. Possuirá acesso para pessoas portadoras de deficiência.
| Sigla | Estação   | Inauguração              | Capacidade     | Integração                                           | Plataformas | Posição     | Notas                                      |
| ----- | --------- | ------------------------ | -------------- | ---------------------------------------------------- | ----------- | ----------- | ------------------------------------------ |
| N/D   | Maristela | Segundo semestre de 2026 | Não confirmada | Bilhete Único da SPTrans e Terminal de Ônibus Urbano | Laterais    | Subterrânea | Estação com estrutura de concreto aparente |

## Funcionamento da linha
| Linha     | Terminais                 | Estações | Conexões | Duração das viagens (min) | Intervalo entre trens (s) | Funcionamento |
| --------- | ------------------------- | -------- | --- | ------------------------- | ------------------------- | ------------- |
| 6 Laranja | Brasilândia ↔ São Joaquim | 15       | Água Branca (Linhas 3-Vermelha, 7-Rubi, 8-Diamante e 9-Esmeralda), Higienópolis-Mackenzie (Linha 4-Amarela) e São Joaquim (Linha 1-Azul) | 23                        | 75                        | Em construção |